# محمود قاعود
محمود حسن قاعود لاعب كرة قدم مصري ، يلعب حاليًا لنادي إنبي في مركز الجناح ، وقد سبق له اللعب لناديي بترول أسيوط والمنيا.

وشارك مع المنتخب الوطني لأول مرة أمام منتخب مالاوي في 8 يونيو 2015.

## روابط خارجية
- محمود قاعود على موقع قاعدة بيانات كرة القدم.إي يو (الإنجليزية)

- محمود قاعود